# Lake View (Arkansas)
Lake View es una ciudad en el condado de Phillips, Arkansas, Estados Unidos. Para el censo de 2000 la población era de 531 habitantes.

## Geografía
Lake View se localiza a 34°24′56″N 90°48′49″O / 34.41556, -90.81361. De acuerdo a la Oficina del Censo de los Estados Unidos, la ciudad tiene un área total de 13,0 km², de los cuales el 100% es tierra.

## Demografía
Según el censo de 2000, había 531 personas, 177 hogares y 136 familias en la ciudad. La densidad de población era 40,8 hab/km². Había 222 viviendas para una densidad promedio de 17,0 por kilómetro cuadrado. De la población el 7,16% eran blancos, el 91,71% afroamericanos y el 1,13% mestizos. El 0,19% de la población eran hispanos o latinos de cualquier raza.
Se contaron 177 hogares, de los cuales el 38,4% tenían niños menores de 18 años, el 29,4% eran parejas casadas viviendo juntos, el 41,2% tenían una mujer como cabeza del hogar sin marido presente y el 22,6% eran hogares no familiares. El 20,3% de los hogares estaban formados por un solo miembro y el 9,6% tenían a un mayor de 65 años viviendo solo. La cantidad de miembros promedio por hogar era de 3,00 y el tamaño promedio de familia era de 3,47 miembros.
En la ciudad la población estaba distribuida en: 35,8% menores de 18 años, 9,2% entre 18 y 24, 21,8% entre 25 y 44, 21,3% entre 45 y 64 y 11,9% tenían 65 o más años. La edad media fue 30 años. Por cada 100 mujeres había 72,4 varones. Por cada 100 mujeres mayores de 18 años había 73,1 varones.
El ingreso medio para un hogar en la ciudad fue de $15.536 y el ingreso medio para una familia $16.944. Los hombres tuvieron un ingreso promedio de $17.031 contra $14.444 de las mujeres. El ingreso per cápita de la ciudad fue de $13.651. Cerca de 45,2% de las familias y 45,6% de la población estaban por debajo de la línea de pobreza, 57,4% de los cuales eran menores de 18 años y 40,6% mayores de 65.